# Hersberg (Luxembourg)
Pour l’article homonyme, voir Hersberg.
Hersberg, (en luxembourgeois : Heeschbrech ), est un lieu-dit de la commune luxembourgeoise de Bech.